# Doñinos de Salamanca
Doñinos de Salamanca település Spanyolországban, Salamanca tartományban. Doñinos de Salamanca Salamanca, Carrascal de Barregas, Galindo y Perahuy, Parada de Arriba, Villamayor és Barbadillo községekkel határos. Lakosainak száma 2209 fő (2024).

## Népesség
A település népessége az elmúlt években az alábbi módon változott:
| Lakosok száma | 742  | 808  | 1123 | 1493 | 1766 | 1911 | 2014 | 2097 | 2251 | 2209 |
|               | 2001 | 2004 | 2007 | 2009 | 2012 | 2014 | 2017 | 2019 | 2022 | 2024 |